# Toussaint Tshilombo Send
Toussaint Tshilombo Send est un homme politique de la République démocratique du Congo. Il fut ministre national de l’Information, Presse et communication dans les deux gouvernements Gizenga I et Gizenga II, de février 2007 à octobre 2008. Toussaint Tshilombo Send  est membre du PPRD. 